# Pieve Emanuele
Pieve Emanuele est une commune italienne de la ville métropolitaine de Milan, dans la région de la Lombardie.

## Administration
| Période                                  | Période | Identité | Étiquette | Qualité |
| ---------------------------------------- | ------- | -------- | --------- | ------- |
|                                          |         |          |           |         |
| Les données manquantes sont à compléter. |         |          |           |         |

### Frazione
Fizzonasco, Tolcinasco.

### Communes limitrophes
Rozzano, Opera, Locate di Triulzi, Basiglio, Lacchiarella, Siziano.

## Jumelages
- Ħ'Attard (Malte) ;
- Zimnicea (Roumanie).